# Selebung Ketangga
Selebung Ketangga is een bestuurslaag in het regentschap Oost-Lombok van de provincie West-Nusa Tenggara, Indonesië. Selebung Ketangga telt 7410 inwoners (volkstelling 2010).